# Platymantis polillensis
Platymantis polillensis és una espècie de granota que viu a les Filipines.
Està amenaçada d'extinció per la pèrdua del seu hàbitat natural.